# 3年B組金八先生 オリジナル・サウンドトラック (1996年)
『3年B組金八先生 オリジナル・サウンドトラック』はTBS系で1995年10月から1996年3月に放送されたテレビドラマ『3年B組金八先生』第4シリーズのオリジナル・サウンドトラック。

## 収録曲
記載の無いものは（作詞・脚本は小山内美江子、作曲・編曲は城之内ミサ）
1. 桜中学校歌
  - 作曲:瀬尾一三、歌：3年B組生徒
2. ジングル〜Future
  - 作詞:悟空あきら
3. 場面1「ホームルーム1」
  - 脚本:小山内美江子
4. スタートライン（ピアノバージョン）〜場面2「ホームルーム2」
  - 作曲:千葉和臣
5. 場面3「ホームルーム3」
6. クラスメイト
7. 場面4「裏挙」
8. 傷心
9. 場面5「生きること、死ぬこと」
10. 初雪
  - 編曲:ジェーン・クラウド・ペティット
11. 若い翼は~場面6「合唱コンクール」
  - 作詞:きくよしひろ、作・編曲:平吉毅州、歌：3年B組生徒
12. 涙の途中駅~場面7「LOVE」
13. 場面8「失恋」
14. ジングル〜Aches and pains
  - 作詞:悟空あきら
15. 君を待つ青春
  - 編曲:ジェーン・クラウド・ペティット
16. 場面9「再登校」
17. ジングル〜Schoolyard
  - 作詞:悟空あきら
18. 放課後天国
19. 場面10「進路」
20. 場面11「いじめ」
21. 青春の光と影[1]〜場面12「16年目の3B」
22. 贈る言葉（海援隊）[2]
  - 作詞:武田鉄矢、作曲:千葉和臣、歌：3年B組生徒